# Гаплогруппа T2a1 (мтДНК)
Гаплогруппа T2a1 — гаплогруппа митохондриальной ДНК человека.

## Субклады
- T2a1
  - T2a1a
  - T2a1b
  - T2a1c
  - T2a1d
  - T2a1e
  -  T2a1f

## Палеогенетика

### Бронзовый век
Ямная культура
- RK1007.A0101 | BZNK-035/2 __ Rasshevatskiy 1 (kurgan 21, grave 13) __ Расшеватская, Новоалександровский район, Ставропольский край, Россия __ 3331-3013 calBCE (4447±22 BP, MAMS-29818) __ Ж __ T2a1.[1]

Срубная культурно-историческая общность
- mur003 __ Muradym 8 (square 207, burial 3) __ Мурадым, Кугарчинский район, Башкортостан, Россия __ 1880-1688 calBCE (3450±30 BP, Beta-451574) __ М __ R1a1a1? > R-BY226207* # T2a1 > T2a1b1a.[2]

### Железный век
Саки (племена)
- DA49 | Kyr 17 __ Kurgan nr. K45, Keden __ Нарынский район (Киргизия) __ 376-119 calBCE (2186±35 BP, UBA-31158) __ М __ R-S23592 # T2a1.[3]

### Средние века
Византия
- I14645 | Locus 50; TH15 BF1020 __ Тель-Башир __ Огузели, Газиантеп (ил), Юго-Восточная Анатолия, Турция __ 1100–1300 CE (750±58 BP) __ М __ J1a2b2b~ (J-BY94) # T2a1.[4]

## Публикации
2018
- Damgaard PB, Marchi N, Rasmussen S; et al. (Май 2018). 137 ancient human genomes from across the Eurasian steppes. Nature. 557 (7705): 369–374. doi:10.1038/s41586-018-0094-2. PMID 29743675. {{cite journal}}: Явное указание et al. в: |author= (справка)Википедия:Обслуживание CS1 (множественные имена: authors list) (ссылка)
- Krzewińska M, Kılınç GM, Juras A; et al. (Октябрь 2018). Ancient genomes suggest the eastern Pontic-Caspian steppe as the source of western Iron Age nomads. Science Advances. 4 (10): eaat4457. doi:10.1126/sciadv.aat4457. PMC 6223350. PMID 30417088. {{cite journal}}: Явное указание et al. в: |author= (справка)Википедия:Обслуживание CS1 (множественные имена: authors list) (ссылка)

2019
- Wang CC, Reinhold S, Kalmykov A; et al. (Февраль 2019). Ancient human genome-wide data from a 3000-year interval in the Caucasus corresponds with eco-geographic regions. Nature Communications. 10 (1). doi:10.1038/s41467-018-08220-8. PMC 6360191. PMID 30713341. {{cite journal}}: Явное указание et al. в: |author= (справка)Википедия:Обслуживание CS1 (множественные имена: authors list) (ссылка)

2022
- Lazaridis I, Alpaslan-Roodenberg S, Acar A; et al. (Август 2022). The genetic history of the Southern Arc: A bridge between West Asia and Europe. Science. 377 (6609): eabm4247. doi:10.1126/science.abm4247. PMID 36007055. {{cite journal}}: Явное указание et al. в: |author= (справка)Википедия:Обслуживание CS1 (множественные имена: authors list) (ссылка)